# Phil Kearns
(Phil Kearns, raccontando della sua esperienza di piazzista telefonico di polizze assicurative)
Philip Nicholas Kearns (Sydney, 27 giugno 1967) è un ex rugbista a 15 australiano, tallonatore del Nuovo Galles del Sud e vincitore con gli Wallabies di due Coppe del mondo, nel 1991 e nel 1999.

## Biografia
Rugbista fin da bambino grazie al suo fisico, Kearns praticò la disciplina a livello scolastico, pur senza mai apparire nella prima squadra della sua scuola superiore.
Dopo il diploma intraprese gli studi universitari in economia, e iniziò l'attività di rugby di club nel Randwick.
Come primo impiego si dedicò alla vendita di polizze assicurative per telefono; nel frattempo, nel 1989, giunsero sia la convocazione nella rappresentativa dello Stato del Nuovo Galles del Sud che in Nazionale maggiore (esordio ad Auckland contro la Nuova Zelanda).
Fu proprio nelle serie di incontri contro gli All Blacks che Kearns iniziò una lunga rivalità sportiva con il suo dirimpettaio di reparto, il tallonatore Sean Fitzpatrick: nel 1990, dopo una meta segnata a Wellington dallo stesso Kearns, questi fece a Fitzpatrick un gesto ironico con due dita in bocca.
Benché il labiale fosse inintelligibile, Kearns ha sempre sostenuto di aver chiesto a Fitzpatrick «due salsicce ben cotte per il barbecue del terzo tempo»; tale gesto lo rese comunque inviso ai tifosi neozelandesi anche dopo la fine dell'attività agonistica.
Incluso nella rosa australiana che prese parte alla Coppa del Mondo di rugby 1991 in Inghilterra, Kearns scese in campo in 6 incontri di torneo, inclusa la finale di Twickenham vinta contro i padroni di casa per 12-6, per quello che fu il primo titolo mondiale degli Wallabies.
Quattro anni dopo fu presente alla Coppa del Mondo di rugby 1995, nella quale l'Australia fu eliminata ai quarti di finale, e nella stagione successiva, divenuto professionista, entrò nella franchise in Super Rugby dei Waratahs.
Fu convocato per la sua terza Coppa del Mondo consecutiva nel 1999, in Galles: nel corso di tale competizione, che l'Australia vinse e grazie alla quale Kearns si aggiudicò la sua seconda Coppa, il giocatore si infortunò ai legamenti di un piede contro l'Irlanda durante la fase a gironi: fu l'ultimo incontro assoluto di Kearns, che dopo l'incidente annunciò il ritiro dall'attività agonistica.
Dopo il ritiro si dedicò all'attività finanziaria, divenendo consulente per banche d'investimenti e intraprendendo in parallelo l'attività di commentatore di rugby.
Nell'ottobre 2005 Kearns investì accidentalmente sua figlia Andie, all'epoca di 19 mesi, manovrando in retromarcia la propria autovettura, un Volkswagen Touareg, nel vialetto di casa; nonostante la gravità dell'incidente la figlia si rimise dai danni provocategli.
Dopo l'incidente Kearns acconsentì a prestare il proprio volto e la propria testimonianza a favore di una campagna di prevenzione e sicurezza sull'uso di vetture di grande stazza, in particolare sui vialetti e nei luoghi frequentati da bambini.
L'accaduto rinfocolò in Australia la polemica sull'uso di autovetture come i SUV, giudicati dal presidente del Comitato Pedoni Australiani Harold Scruby troppo pericolosi perché non permettono la visuale sotto la linea dello specchietto e i cui sensori di prossimità non possono rilevare un ostacolo di piccole dimensioni come può essere un bambino; nell'occasione Scruby sollecitò le autorità a imporre ai fini dell'immatricolazione di tali veicoli l'installazione di una telecamera che potesse riprenderne i punti ciechi.
Cinque anni più tardi, singolarmente, lo stesso incidente occorse a un altro nazionale australiano, Brendan Cannon, che investì il figlio con la stessa dinamica di Kearns.

## Palmarès
- Coppe del mondo: 2
Australia: 1991, 1999